# Correggio
Correggio é uma comuna italiana da região da Emília-Romanha, província de Reggio Emilia, com cerca de 20.596 habitantes. Estende-se por uma área de 77 km², tendo uma densidade populacional de 267 hab/km². Faz fronteira com Bagnolo in Piano, Campagnola Emilia, Campogalliano (MO), Carpi (MO), Novellara, Reggio Emilia, Rio Saliceto, San Martino in Rio.

## Demografia
| Variação demográfica do município entre 1861 e 2011                               |
|                                                                                   |
| Fonte: Istituto Nazionale di Statistica (ISTAT) - Elaboração gráfica da Wikipedia |